# Международные медико-санитарные правила

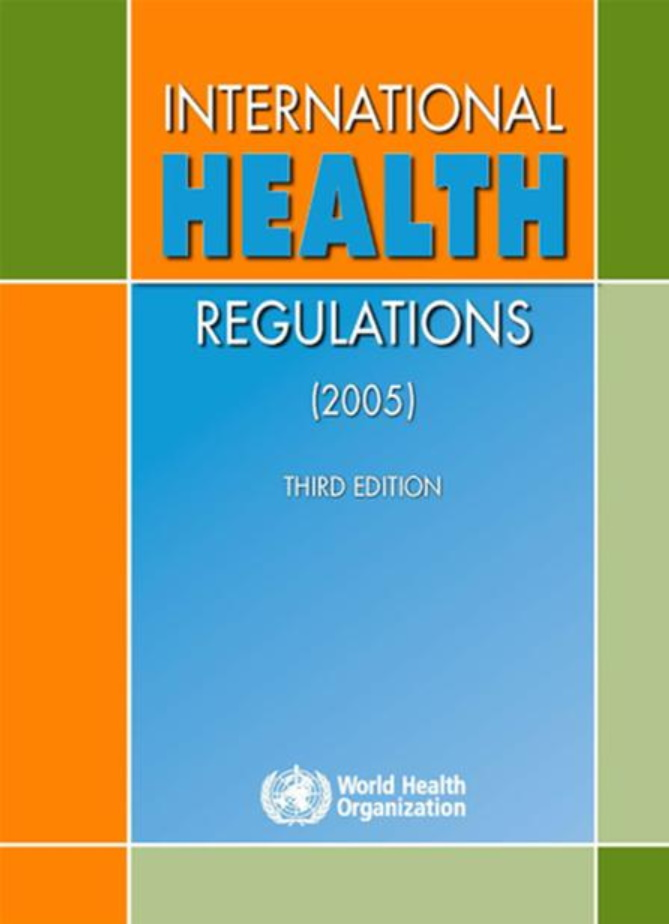
Обложка ММСП 2005 года, 3-е издание

Международные медико-санитарные правила (ММСП) — международный договор (международный закон), устанавливающий глобальные правила в области общественного здравоохранения с целью усиления медико-санитарной безопасности на национальном, региональном и международном уровнях. Современная редакция правил была принята 58-й сессией Всемирной ассамблеи здравоохранения 23 мая 2005 года, 15 июня 2007 года новая редакция вступила в силу, заменив редакцию 1969 года. Исполнять правила обязались 194 государства.

## История
В XIX веке несколько раз в мире вспыхивали пандемии холеры с высокой смертностью. Это очень беспокоило тогдашний мир, и в 1851 году в Париже была собрана первая Международная санитарная конференция, на которой врачи и дипломаты 12 государств Европы того времени (Австрии, Англии, Ватикана, Греции, Испании, Португалии, России, Сардинии, Сицилии, Тосканы, Турции, Франции) попытались заключить соглашение о борьбе с холерой, но она не смогла выработать устраивавшее все стороны переговорного процесса соглашение. Не смогла этого сделать и следующая парижская конференция 1859 года.
Представители ведущих стран мира лишь в 1866 году на третьей Международной санитарной конференции в Константинополе заключили Международную санитарную конвенцию и приняли Международный карантинный устав. В них устанавливались максимальный и минимальный карантинные периоды для оспы, чумы и холеры, уточнялись портовые санитарные правила и функции карантинных станций, определялась важность эпидемиологической информации в международном сотрудничестве по предотвращению распространения инфекций. В последующем такие конференции стали важной и плодотворной формой международного сотрудничества европейских стран. Однако окончательная редакция была произведена в 1892 году.
Процесс выработки стратегии борьбы со смертельными поветриями был непростым, об этом свидетельствует тот факт, что за 100 лет с 1851 года международные конференции для выработки конвенций собирались 22 раза.
В 1951 году 4-я сессия Всемирной ассамблеи здравоохранения приняла Международные санитарные правила, устанавливающие обязанности стран в области санитарно-эпидемиологических мероприятий. Этот документ был предшественником современных правил.
В 1969 году 22-я сессия ВОЗ приняла Международные медико-санитарные правила, в которых определила 6 карантинных инфекций, контроль за распространением которых имеет особое значение: чума, холера, натуральная оспа, жёлтая лихорадка, сыпной и возвратный тифы. В 1973 году из правил были исключены тифы, признанные менее опасными, чем другие карантинные инфекции. В 1981 году из правил была исключена натуральная оспа — первое заболевание, побеждённое глобальной вакцинацией человечества.
В связи с развитием международной торговли, увеличением миграции и международных сообщений, появлением новых болезней 48-я сессия ВОЗ в 1995 году призвала провести пересмотр правил и рекомендовала Генеральному директору ВОЗ предпринять шаги по подготовке переработки правил. Секретариат ВОЗ в сотрудничестве со странами-членами провёл широкую предварительную подготовку, и в 2003 году Ассамблея здравоохранения учредила Межправительственную рабочую группу для рассмотрения нового проекта правил. 23 мая 2005 года 58-я сессия ВОЗ приняла новые Международные медико-санитарные правила, через два года они вступили в силу.

## Основные положения
Цель ММСП определена «в предотвращении международного распространения болезней, предохранении от них, борьбе с ними и принятии ответных мер на уровне общественного здравоохранения, которые соизмеримы с рисками для здоровья населения и ограничены ими и которые не создают излишних препятствий для международных перевозок и торговли».
Отличительной особенностью новой редакции ММСП является новый список «инфекционных заболеваний, которые вошли в перечень событий, что могут являть собой чрезвычайную ситуацию в системе охраны здоровья в международном масштабе». Согласно приложению № 2 ММСП-2005 он разделен на две группы. Первая группа — «болезни, которые являются необычными и могут оказать серьёзное влияние на здоровье населения»: оспа, полиомиелит, вызванный диким полиовирусом, человеческий грипп, вызванный новым подтипом, тяжелый острый респираторный синдром (ТОРС) или (SARS). Вторая группа — это «болезни, любое событие с которыми всегда оценивается как опасное, поскольку эти инфекции обнаружили способность оказывать серьёзное влияние на здоровье населения и быстро распространяться в международных масштабах»: холера, легочная форма чумы, желтая лихорадка, геморрагические лихорадки — лихорадка Ласса, Марбург, Эбола, лихорадка Западного Нила. Сюда же ММСП-2005 относят инфекционные болезни, «которые представляют особую национальную и региональную проблему», например лихорадку денге, лихорадку Рифт-Валли, менингококковую болезнь (менингококковую инфекцию).